# Remusatia yunnanensis
Remusatia yunnanensis är en kallaväxtart som först beskrevs av Hen Li och Alistair Hay, och fick sitt nu gällande namn av Alistair Hay. Remusatia yunnanensis ingår i släktet Remusatia och familjen kallaväxter. Inga underarter finns listade.